# Pierreville, Manche

Pierreville este o comună în departamentul Manche, Franța. În 1 ianuarie 2022 avea o populație de 759 de locuitori.